# برج رضاآباد
برج رضاآباد مربوط به دوره قاجار است و در شهرستان رفسنجان، بخش مرکزی، دهستان آزادگان، روستای رضاآباد، خیابان امام، روبروی بیت القرآن واقع شده و این اثر در تاریخ ۲۷ اسفند ۱۳۸۷ با شمارهٔ ثبت ۲۶۲۶۰ به‌عنوان یکی از آثار ملی ایران به ثبت رسیده است.